# 塘田战时讲学院旧址
塘田战时讲学院位于湖南省邵阳县塘田市对河村。院址原来是清朝末年“光禄大夫”、太子少保席宝田的别墅，于清光绪1877年兴建。1938年6月吕振羽受徐特立委派，在这里创办了塘田战时讲学院，1939年4月被国民党查封解散。
该建筑属晚清风格，占地面积达九千五百多平方米。现存有院房十六栋楼，有大小房间六十余间，建筑面积达2448平方米。房舍全部南向，前后有四排，每排三栋楼，中排的楼房面阔是五间，左右排的楼房各面阔三间。主体是木结构梁架，两边构筑封火墙，除后栋外，每栋楼的明间前后连接，成为长廊式的厅堂。

## 链接
- 塘田战时讲学院旧址[永久]